# خواكيم ويت
خواكيم ويت (بالألمانية: Joachim Witt )‏ (و. 1949  م) هو مغني، وممثل ألماني، ولد في هامبورغ.

## وصلات خارجية
- خواكيم ويت على موقع IMDb (الإنجليزية)
- خواكيم ويت على موقع ميوزك برينز (الإنجليزية)
- خواكيم ويت على موقع أول ميوزيك (الإنجليزية)
- خواكيم ويت على موقع ديسكوغز (الإنجليزية)
- خواكيم ويت على موقع ديسكوغز (الإنجليزية)
- خواكيم ويت على موقع ديسكوغز (الإنجليزية)
- خواكيم ويت على موقع ديسكوغز (الإنجليزية)

- خواكيم ويت في قاعدة بيانات الأفلام على الإنترنت